# Ткачик нігерійський
Тка́чик нігерійський (Ploceus preussi) — вид горобцеподібних птахів ткачикових (Ploceidae). Мешкає в Західній і Центральній Африці. Вид названий на честь німецького ботаніка Пауля Прейса.

## Опис
Довжина птаха становить 14 см, вага 31 г. Самці під час сезону розмноження мають переважно яскраво-жовте забарвлення, на обличчі у них чорна "маска", підборіддя і горло чорні, верхні покривні пера крил чорні, поцятковані світло-сірими смужками, надхвістя і хвіст чорні, лоб і тім'я оранжево-коричневі. Очі червонуваті, дзьоб сірий. У самиць надхвістя жовте, лоб жовтий.

## Поширення і екологія
Нігерійські ткачики мешкають в Сьєрра-Леоне, Гвінеї, Ліберії, Кот-д'Івуарі, Гані, Нігерії, Камеруні, Габоні, Республіці Конго, Демократичній Республіці Конго, Екваторіальній Гвінеї і Центральноафриканській Республіці. Вони живуть у вологих гірських і рівнинних тропічних лісах, зустрічаються на висоті понад 1000 м над рівнем моря. Живляться переважно комахами. Нігерійські ткачики є моногамними, гніздяться парами.